# Глебов, Григорий Николаевич
Григо́рий Никола́евич Гле́бов (1865 — 1930) — русский общественный деятель и политик, член III Государственной думы от Черниговской губернии.

## Биография
Родился 9 (21) января 1865 года. Происходил из потомственных дворян Черниговской губернии. Землевладелец Черниговского уезда (742 десятины).
Окончил Катковский лицей в Москве (1874) и юридический факультет Киевского университета, причем был удостоен золотой медали за сочинение по русскому государственному праву. Также слушал лекции на физико-математическом факультете Санкт-Петербургского университета.

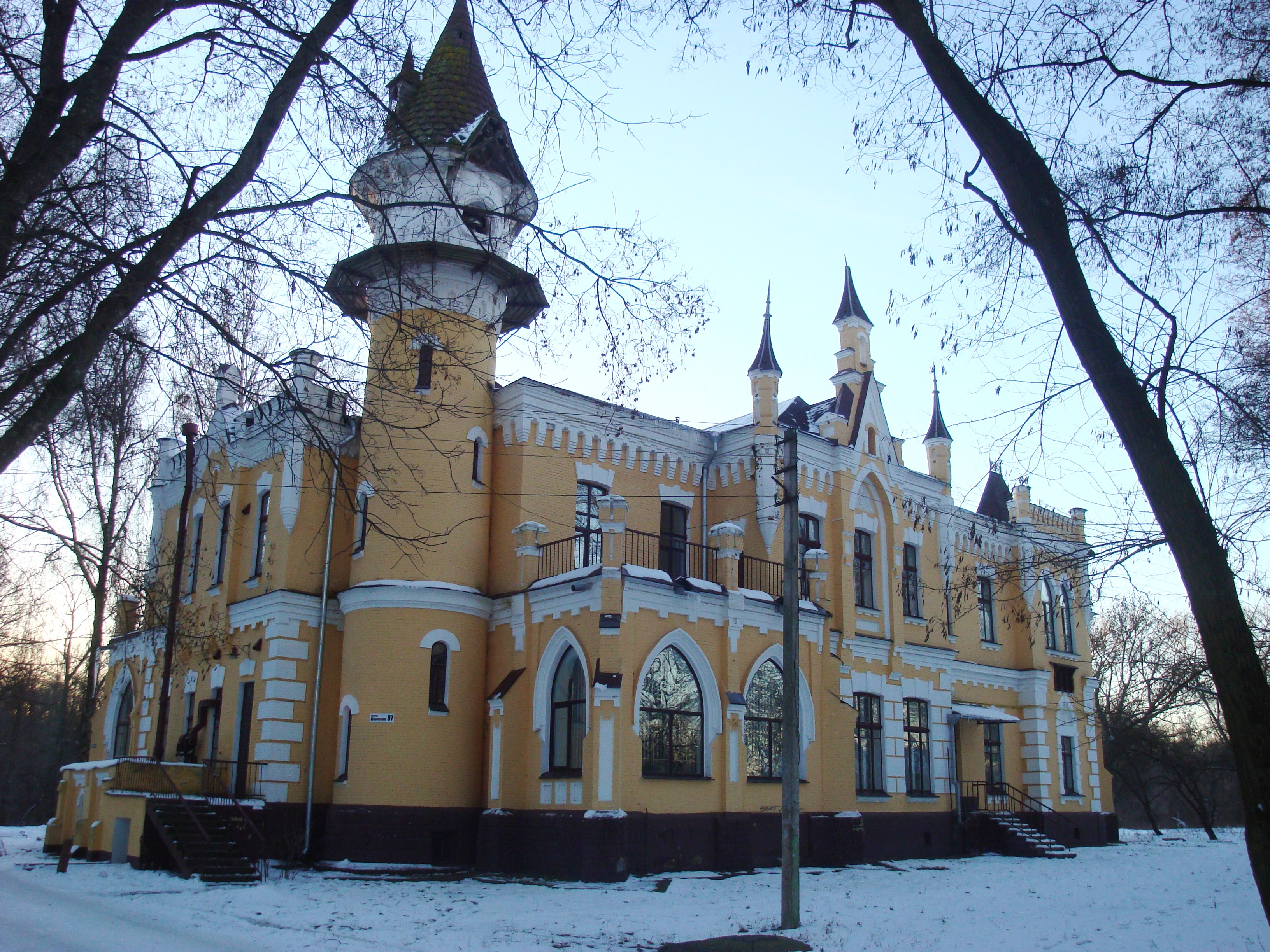
Усадьба Глебова в Чернигове

По окончании университета поселился в своём имении Черниговского уезда, где посвятил себя общественной деятельности. Избирался гласным Черниговского уездного и губернского земских собраний, уездным предводителем дворянства (1890—1917). Состоял непременным членом по крестьянским делам присутствия по выбору губернского земства, был выборщиком в Государственный совет от черниговского дворянства. Дослужился до чина действительного статского советника (1905), с 1906 года состоял в придворном звании камергера.
В 1907 году был избран членом Государственной думы от съезда землевладельцев Черниговской губернии. Входил во фракцию октябристов, с 4-й сессии — в русскую национальную фракцию. Состоял членом комиссий: по переселенческому делу, по Наказу и распорядительной. 19 апреля 1911 года отказался от звания члена Государственной думы из-за дела о краже прибора на авиационной выставке в Санкт-Петербурге. Поспешно уехал за границу. Затем состоял причисленным к Ведомству учреждений императрицы Марии.
В эмиграции в Германии. Скончался 31 мая 1930 года в Берлине. Похоронен на кладбище Тегель.

## Семья

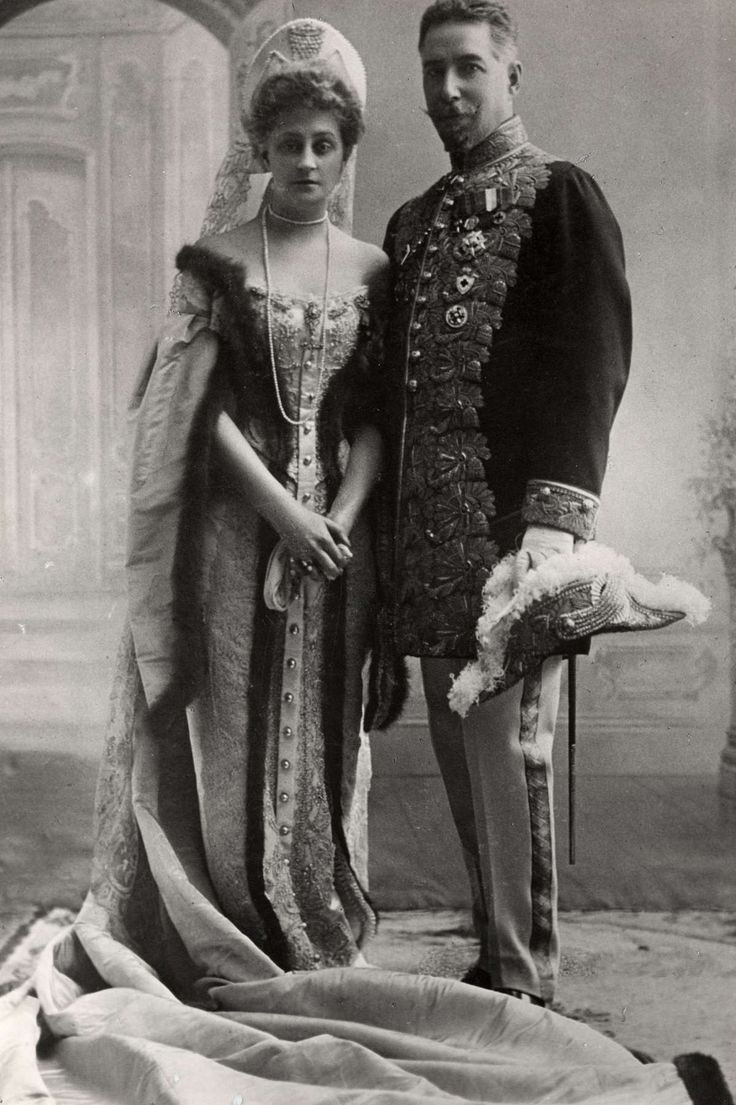
Глебовы на дворцовом балу

Был женат (с 25 апреля 1886 года) на Ольге Яковлевне Тарновской (1864—1941), дочери поручика Якова Васильевича Тарновского (1825—?) от брака с Людмилой Антоновной Коллышко (1837—1897). Их венчание состоялось в церкви Университета Св. Владимира. Умерла в эмиграции в Берлине и похоронена рядом с мужем на православном кладбище Тегель.

## Награды
- Орден Святого Станислава 2-й ст. (1893)
- Орден Святого Владимира 4-й ст. (1900)
- Орден Святого Владимира 3-й ст. (1908)
- медаль «В память царствования императора Александра III»
- медаль «За труды по первой всеобщей переписи населения»
- медаль «В память 300-летия царствования дома Романовых»